# Bénédicte P Bailou
Bénédicte P Bailou est une féministe, ⁣⁣femme⁣⁣ politique burkinabè, actuellement députée au sein de l'assemblée législative de transition.

## Biographie

### Enfance, études et début
Bénédicte P Bailou est une féministe et femme de droit burkinabè spécialiste en droit des personnes. Députée à l'assemblée législative de la transition, elle est également consultante sur les questions de genre, violences basées sur le genre, féminisme, politique. Elle a été la seule femme à soumettre sa candidature au poste de présidente de l'assemblée législative de transition. Elle est également connue en tant que coordonnatrice du mouvement citoyen FEMIN-IN qui fait la promotion de la participation citoyenne des filles et des femmes. L'idée de création de l'organisation lui est venue au début de 2017 après qu'elle est suivie un programme de leadership féminin. Elle rencontre par la suite une autre jeune fille Linda Traoré[Qui ?], et ensemble, elles mettent en place Femin-in en 2019.

## Carrière politique
Elle se lance dans la politique à posant sa candidature comme présidente de l'assemblée législative de transition (ALT) en compétition avec le docteur Ousmane Bougouma en 2022. Elle n'obtient pas la présidence, mais reste à l'assemblée en tant que députée. En 2023, elle est devient  [Quoi ?] la présidente du réseau des femmes parlementaires de l'ALT.

## Vie associative
En dehors de sa vie politique, Bénédicte Bailou milite au sein du mouvement citoyen Femin-in en tant que coordonnatrice. Cette structure est une organisation engagée pour la promotion des droits des filles et des femmes. Femin-in fait aussi la promotion de l'engagement des filles et des femmes à travers quatre volets: la promotion de la participation des jeunes filles et femmes dans la sphère politique à travers un incubateur politique,, la réparation des violences faites aux femmes et aux jeunes filles à travers une clinique juridique, l'éducation au féminisme et à la santé sexuelle et reproductive à travers les universités d'été féministe,.